# Núria Lauco Martínez
Núria Lauco Martínez (Granollers,) és una de les millors esportistes catalanes que competeix en ciclisme de muntanya, duatló i curses verticals.
Dels seus resultats en ciclisme destaquen dues victòries a la Titan Desert o les quatre victòries consecutives a la Pedals de Foc Non Stop.

## Palmarés esportiu
- 2008
  - 1a a la Pedals de Foc Non Stop[3]
  - 1a a la Titan Desert[2]
- 2009
  - 1a a la Pedals de Foc Non Stop[3]
- 2010
  - 1a a la Pedals de Foc Non Stop[3]
  - 1a a la Titan Desert[1]
  - 1a a la IronBike[2]
- 2011
  - 1a a la Pedals de Foc Non Stop[3]
- 2012
  - Campiona d'Espanya Duatló-Cross[1]
  - Campiona de Catalunya en Veteranes en Raquetes de Neu[1]
  - 1a a la Vertical Series de las Skyrunner National Series Spain & Andorra[4]
  - 1a de Catalunya en Veteranes a Verticals de Muntanya[1]
  - 2a d'Elit Verticals de Muntanya[1]
- 2015
  - 3ª a Elit Empordà Extrem[1]
- 2017
  - 1ª a Elit Challenge MTB Series[1]
  - 1ª al Master Scott Marathon[1]
- 2019
  - 1a a l'Scott Marathon Cup de Cambrils, categoria Màster 50[5]